# Нартенко, Нил Леонтьевич
Нил Леонтьевич Нартенко — советский хозяйственный деятель, Герой Социалистического Труда.

## Биография
Родился в 1905 году в Киеве.
В 1921—1941 — разнорабочий, ученик слесаря, слесарь-ремонтник агрегатных и универсальных станков Киевских главных механических Краснознамённых мастерских Юго-Западной железной дороги.
Эвакуирован во время Великой Отечественной войны.
В 1943—1970 — слесарь, бригадир слесарей ремонтно-механического цеха Киевского электротехнического завода «Транссигнал» Министерства путей сообщения СССР.
Указом Президиума Верховного Совета СССР от 1 августа 1959 года присвоено звание Героя Социалистического Труда с вручением ордена Ленина и золотой медали «Серп и Молот».
Делегат XXII съезда КПСС.
Умер в Киеве.

## Награды и звания
- Герой Социалистического Труда (01.08.1959)
- Орден Ленина (01.08.1959)